# Protagonist
Protagonist (grško πρωταγωνιστής: protagonistes - kdor igra glavno vlogo) je glavni lik v literarni, glasbeni, filmski, radijski ali televizijski pripovedi. Dogajanje se v pripovedi vrti okrog tega lika.
Njegov glavni nasprotnik je antagonist, ki mu skozi zgodbo postavlja prepreke, protagonist pa jih mora premagati.